# NGC 1600
NGC 1600 (другие обозначения — MCG −1-12-17, PGC 15406) — эллиптическая галактика (E3) в созвездии Эридан.
Этот объект входит в число перечисленных в оригинальной редакции «Нового общего каталога».
Галактика является центром небольшой относительно изолированной группы галактик, в которую входят, кроме неё, около 30 небольших галактик, в том числе NGC 1601 и NGC 1603. Возраст NGC 1600 оценивается в 4,6…8,8 млрд лет, она является продуктом слияния нескольких более мелких галактик.
В центре NGC 1600 обнаружена сверхмассивная чёрная дыра с массой 17,0 ± 1,5 млрд. солнечных масс; есть указания, что она является двойной. Настолько массивные чёрные дыры ранее были обнаружены только в центрах крупных скоплений галактик.